# ذي ثوب (المخادر)

تعديل مصدري - تعديل

ذي ثوب هي إحدى قرى عزلة الشرف بمديرية المخادر التابعة لمحافظة إب، بلغ تعداد سكانها 850 نسمة حسب تعداد اليمن لعام 2014.